# Marquay (Pas-de-Calais)
Marquay – miejscowość i gmina we Francji, w regionie Hauts-de-France, w departamencie Pas-de-Calais.
Według danych na rok 1990 gminę zamieszkiwały 124 osoby, a gęstość zaludnienia wynosiła 36 osób/km² (wśród 1549 gmin regionu Nord-Pas-de-Calais Marquay plasuje się na 1078. miejscu pod względem liczby ludności, natomiast pod względem powierzchni na miejscu 807.).